# Massena (village, New York)
Ne doit pas être confondu avec Massena (New York).
Massena est un village du comté de Saint Lawrence, dans l'État de New York, aux États-Unis,. En 2020, il comptait une population de 10 151 habitants.

## Démographie
Lors du recensement de 2010, le village comptait une population de 10 936 habitants, tandis qu'en 2020, elle compte 10 151 habitants.